# کای پو چی!
کای پو چی! (به هندی: Kai Po Che!) فیلمی محصول سال ۲۰۱۳ و به کارگردانی آبیشک کاپور است. در این فیلم بازیگرانی همچون سوشانت سینگ راجپوت، آمیت ساد، راجکومار رائو، آمریتا پوری، آصف باسرا ایفای نقش کرده‌اند.